# Pelagonio
Pelagonio, en latín original Pelagonius o Πελαγόνιος en griego antiguo (segunda mitad del s. IV d. de Cristo) fue un influyente escritor latino sobre medicina veterinaria, en particular sobre caballos y especies equinas.

## Biografía
Según diversos estudios, era una persona que poseía amplia instrucción. Al lado de términos "vulgares", probablemente adoptados para lograr una mejor comprensión por sus lectores, su estilo se muestra elaborado y amplio en recursos. Pero los contenidos de su obra son poco originales. Menciona a unos cuantos expertos veterinarios de caballos o hipiatras de su época y le interesaban los caballos de carreras; él mismo era auriga en privado. Su Ars veterinaria fue traducida al griego entre las demás contenidas en la antología Ιππιατρικά ("Hippiatrica, "Medicina para Caballos").
La estructura de su obra era epistolar: cartas dirigidas a personas variadas. El éxito de estas cartas le indujo a recogerlas en un libro que dedicó a Arcigio, consular de Toscana y Umbría desde el año 366. A pesar de usar su propia experiencia, no desdeñó emplear escritos veterinarios de autores griegos (Apsirto, Eumelo) y latinos  (Cornelio Celso, Columela). Sus métodos de curación son inspirados a veces por la más ciega superstición, y otras por el mejor sentido común. De esta obra se sirvió el compilador de los Hippiatrica que traduce mal al griego el texto y con lagunas.
Subsiste aún en nuestros días algunos de sus textos en latín original o bien traducidos al griego antiguo en la obra mencionada. Sus trabajos fueron utilizados por Vegecio. Existe una edición de sus textos por Klaus-Dietrich Fischer, Pelagonii Ars veterinaria. Teubner: Leipzig 1980.

## Obras
- M. Ihm (editor): Pelagonii Ars veterinariae quae extant. Leipzig, 1892.
- Klaus-Dietrich Fischer (editor): Pelagonii Ars veterinaria. Teubner, Leipzig, 1980